# Yeh Jiunn-rong
Yeh Jiunn-rong (ottobre 1958) è un politico taiwanese.
Dal 20 maggio 2016 è ministro dell'interno di Taiwan

## Primi anni
Yeh ha conseguito la laurea in giurisprudenza presso la National Taiwan University (NTU) nel 1981 e nel 1985 rispettivamente. Ha continuato a studiare presso la Yale University negli Stati Uniti, conseguendo la laurea in giurisprudenza nel 1986 e nel 1988 rispettivamente.

## Inizio della carriera
Yeh è stato professore associato alla Facoltà di Giurisprudenza alla Università Nazionale di Taiwan dal 1988 al 1993 e ha lavorato come professore dal 1993 in poi. È stato anche professore di visita e scolaro all'università della Columbia, alla Duke University, all'Università di Hong Kong e all'Università di Toronto durante il 1995-2000.